# Bill Armstrong Stadium
 (mars 2025).
Le Bill Armstrong Stadium, est un stade de soccer américain situé dans la ville de Bloomington, en Indiana.
Appartenant à l'Université de l'Indiana à Bloomington, le stade, doté de 6 500 places et inauguré en 1981, sert d'enceinte à domicile pour l'équipe universitaire des Hoosiers de l'Indiana.
Il porte le nom de William S. Armstrong, Sr., président de l'Indiana University Foundation durant de nombreuses années.

## Histoire
Le stade ouvre ses portes en 1981.
Le record d'affluence au stade est de 7 720 spetacteurs le  13 septembre 2013, lors d'une rencontre entre les locaux des Indiana Hoosiers contre les UCLA Bruins.